# Elecciones regionales de Lima de 2010
Las elecciones regionales de Lima de 2010 se llevaron a cabo el 3 de octubre de 2010 para elegir al presidente regional, al vicepresidente regional y al Consejo Regional para el periodo 2011-2014. La elección se celebró simultáneamente con elecciones regionales y municipales (provinciales y distritales) en todo el Perú. La segunda vuelta regional se llevó a cabo el 5 de diciembre de 2010.

## Sistema electoral
El Gobierno Regional de Lima es el órgano administrativo y de gobierno del departamento de Lima, a excepción de la provincia homónima. Está compuesto por el presidente regional, el vicepresidente regional y el Consejo Regional.
La votación se realiza en base al sufragio universal, que comprende a todos los ciudadanos nacionales mayores de dieciocho años, empadronados y residentes en el departamento de Lima y en pleno goce de sus derechos políticos.
El presidente y vicepresidente regional son elegidos por sufragio directo. Para que un candidato sea proclamado ganador debe obtener no menos de 30 % de votos válidos. En caso ningún candidato logre ese porcentaje en la primera vuelta electoral, los dos candidatos más votados participan en una segunda vuelta o balotaje.
El Consejo Regional de Lima está compuesto por 9 consejeros elegidos por sufragio directo para un período de cuatro (4) años. La votación es por lista cerrada y bloqueada. Cada provincia del departamento de Lima constituye una circunscripción electoral. Se asigna a la lista ganadora los escaños según el método d'Hondt. La distribución y el número de consejeros regionales es la siguiente:
| Circunscripción                                                               | Escaños | Mapa |
| ----------------------------------------------------------------------------- | ------- | ---- |
| Barranca, Cajatambo, Canta, Cañete, Huaral, Huarochirí, Huaura, Oyón y Yauyos | 1       |      |

## Composición del Consejo Regional de Lima
La siguiente tabla muestra la composición del Consejo Regional de Lima antes de las elecciones.
| Partidos | Partidos                                        | Consejeros |
| -------- | ----------------------------------------------- | ---------- |
|          | Concertación para el Desarrollo Regional - Lima | 6          |
|          | Partido Aprista Peruano                         | 2          |
|          | PADIN - Movimiento Independiente Regional       | 1          |

## Partidos y candidatos
A continuación se muestra una lista de los principales partidos y alianzas electorales que participaron en las elecciones:
| Candidatura | Candidatura    | Partidos y alianzas                                           | Candidato | Candidato                          | Ideología                                                         | Resultado previo | Resultado previo | Ref. |
| Candidatura | Candidatura    | Partidos y alianzas                                           | Candidato | Candidato                          | Ideología                                                         | Votos (%)        | Con.             | Ref. |
| ----------- | -------------- | ------------------------------------------------------------- | --------- | ---------------------------------- | ----------------------------------------------------------------- | ---------------- | ---------------- | ---- |
|             | CDR            | Lista - Concertación para el Desarrollo Regional - Lima (CDR) |           | Nelson Chui Mejía                  | Regionalismo limeño                                               | 20.32%           | 6                |      |
|             | APRA           | Lista - Partido Aprista Peruano (APRA)                        |           | Andrés Tello Velazco               | Aprismo                                                           | 20.32%           | 2                |      |
|             | PADIN          | Lista - PADIN - Movimiento Independiente Regional (PADIN)     |           | Miguel Mufarech Nemy               | Regionalismo limeño                                               | 15.69%           | 1                |      |
|             | PPC            | Lista - Partido Popular Cristiano (PPC)                       |           | Pedro Minaya Bazán                 | Democracia cristiana Conservadurismo social Liberalismo económico | 8.84%            | 0                |      |
|             | UPP            | Lista - Unión por el Perú (UPP)                               |           | Luis Ponce Martínez                | Nacionalismo de izquierda Socialdemocracia                        | 7.79%            | 0                |      |
|             | Confianza Perú | Lista - Colectivo Ciudadano Confianza Perú (Confianza Perú)   |           | Segundo Sánchez Vásquez            | Regionalismo limeño                                               | 6.94%            | 0                |      |
|             | AP             | Lista - Acción Popular (AP)                                   |           | Luis Alva Odría                    | Humanismo Nacionalismo cívico Reformismo                          | Nuevo            | Nuevo            |      |
|             | PP             | Lista - Perú Posible (PP)                                     |           | Juan Rojas Montes                  | Socioliberalismo Democracia liberal Tercera vía                   | Nuevo            | Nuevo            |      |
|             | RN             | Lista - Restauración Nacional (RN)                            |           | Luisa Meneses Rivadeneyra          | Liberalismo económico Conservadurismo social Humanismo cristiano  | Nuevo            | Nuevo            |      |
|             | PHP            | Lista - Partido Humanista Peruano (PHP)                       |           | Heraldo Blas Flores                | Humanismo Socialismo Ecosocialismo                                | Nuevo            | Nuevo            |      |
|             | FDP            | Lista - Fonavistas del Perú (FDP)                             |           | Roger Alcántara Paredes            | Socialismo Nacionalismo de izquierda Ecologismo                   | Nuevo            | Nuevo            |      |
|             | F2011          | Lista - Fuerza 2011 (F2011)                                   |           | José Cataño Sánchez                | Fujimorismo Conservadurismo social Populismo de derecha           | Nuevo            | Nuevo            |      |
|             | PJ             | Lista - Patria Joven (PJ)                                     |           | Javier Alvarado Gonzales del Valle | Regionalismo limeño                                               | Nuevo            | Nuevo            |      |
|             | FR             | Lista - Fuerza Regional (FR)                                  |           | Ricardo Chavarría Oría             | Regionalismo limeño                                               | Nuevo            | Nuevo            |      |
|             | IR             | Lista - Integración Regional (IR)                             |           | Paul Caro Gamarra                  | Regionalismo limeño                                               | Nuevo            | Nuevo            |      |
|             | CR             | Lista - Movimiento Independiente Cambio Regional (CR)         |           | Miguel Jiménez Ocharán             | Regionalismo limeño                                               | Nuevo            | Nuevo            |      |

## Sondeos de opinión
La siguiente tabla enumera las estimaciones de la intención de voto en orden cronológico inverso, mostrando las más recientes primero y utilizando las fechas en las que se realizó el trabajo de campo de la encuesta. Cuando se desconocen las fechas del trabajo de campo, se proporciona la fecha de publicación.
Leyenda:
     Sondeo realizado en el periodo de prohibición legal de la difusión de sondeos de intención de voto.

### Balotaje

#### Intención de voto
La siguiente tabla enumera las estimaciones ponderadas (sin incluir votos en blanco y nulos) de la intención de voto.
|                               |             |     |      |      |     |  |  |  |  |  |
| Elecciones regionales de 2010 | 5 dic 2010  | —   | 53.1 | 46.9 | 6.2 |  |  |  |  |  |
|                               |             |     |      |      |     |  |  |  |  |  |
| Ipsos Apoyo/El Comercio       | 25 nov 2010 | 404 | 45.7 | 54.3 | 8.6 |  |  |  |  |  |

#### Preferencias de voto
La siguiente tabla enumera las preferencias de voto en bruto (incluyendo blancos, viciados y sin respuesta) y no ponderadas.
|                               |             |     |      |      |     |    |     |  |  |  |
| Elecciones regionales de 2010 | 5 dic 2010  | —   | 49.6 | 43.8 | 6.6 | –  | 5.8 |  |  |  |
|                               |             |     |      |      |     |    |     |  |  |  |
| Ipsos Apoyo/El Comercio       | 25 nov 2010 | 404 | 37   | 44   | 8   | 11 | 7   |  |  |  |

### Primera vuelta

#### Intención de voto
La siguiente tabla enumera las estimaciones ponderadas (sin incluir votos en blanco y nulos) de la intención de voto.
|                               |             |   |      |      |      |      |      |      |  |  |
| Elecciones regionales de 2010 | 3 oct 2010  | — | 23.8 | 12.7 | 12.3 | 10.0 | 9.7  | 11.1 |  |  |
|                               |             |   |      |      |      |      |      |      |  |  |
| Ipsos Apoyo/América           | 3 oct 2010  | ? | 22.9 | 13.5 | –    | –    | –    | 9.4  |  |  |
| CPI/ATV                       | 3 oct 2010  | ? | 31.6 | –    | –    | –    | –    | ?    |  |  |
| Datum Internacional           | 20 abr 2010 | ? | 43.5 | 14.5 | 8.7  | 7.2  | 18.8 | 24.7 |  |  |

#### Preferencias de voto
La siguiente tabla enumera las preferencias de voto en bruto (incluyendo blancos, viciados y sin respuesta) y no ponderadas.
| Encuestadora/Medio            | Fecha       | Muestra | Nelson Chui | Javier Alvarado | Andrés Tello | Ricardo Chavarría | Miguel Mufarech | B/V  | NS/NO | Dif. |  |  |  |
| ----------------------------- | ----------- | ------- | ----------- | --------------- | ------------ | ----------------- | --------------- | ---- | ----- | ---- |  |  |  |
| Encuestadora/Medio            | Fecha       | Muestra |             |                 |              |                   |                 |      |       |      |  |  |  |
| Elecciones regionales de 2010 | 3 oct 2010  | —       | 18.1        | 9.7             | 9.3          | 7.6               | 7.4             | 23.9 | –     | 8.4  |  |  |  |
|                               |             |         |             |                 |              |                   |                 |      |       |      |  |  |  |
| Datum Internacional           | 20 abr 2010 | ?       | 30          | 10              | 6            | 5                 | 13              | 21   | 10    | 17   |  |  |  |

## Resultados

### Gobierno Regional de Lima
|                      | Javier Alvarado Gonzales del Valle | Patria Joven (PJ)                                     | 51,857  | 12.69 | 239,948 | 53.09 |  |  |
|                      | Nelson Chui Mejía                  | Concertación para el Desarrollo Regional - Lima (CDR) | 97,212  | 23.79 | 212,012 | 46.91 |  |  |
|                      | Andrés Tello Velazco               | Partido Aprista Peruano (APRA)                        | 50,168  | 12.27 |         |       |  |  |
|                      | Ricardo Chavarría Oría             | Fuerza Regional (FR)                                  | 40,707  | 9.96  |         |       |  |  |
|                      | Miguel Mufarech Nemy               | PADIN - Movimiento Independiente Regional (PADIN)     | 39,469  | 9.66  |         |       |  |  |
|                      | José Cataño Sánchez                | Fuerza 2011 (F2011)                                   | 37,059  | 9.07  |         |       |  |  |
|                      | Segundo Sánchez Vásquez            | Colectivo Ciudadano Confianza Perú (Confianza Perú)   | 21,154  | 5.18  |         |       |  |  |
|                      | Juan Rojas Montes                  | Perú Posible (PP)                                     | 14,957  | 3.66  |         |       |  |  |
|                      | Luis Alva Odría                    | Acción Popular (AP)                                   | 12,047  | 2.95  |         |       |  |  |
|                      | Pedro Minaya Bazán                 | Partido Popular Cristiano (PPC)                       | 11,250  | 2.75  |         |       |  |  |
|                      | Luisa Meneses Rivadeneyra          | Restauración Nacional (RN)                            | 9,335   | 2.28  |         |       |  |  |
|                      | Róger Alcántara Paredes            | Fonavistas del Perú (FDP)                             | 8,061   | 1.97  |         |       |  |  |
|                      | Luis Ponce Martínez                | Unión por el Perú (UPP)                               | 5,666   | 1.39  |         |       |  |  |
|                      | Heraldo Blas Flores                | Partido Humanista Peruano (PHP)                       | 3,441   | 0.84  |         |       |  |  |
|                      | Miguel Jiménez Ocharán             | Movimiento Independiente Cambio Regional (CR)         | 3,331   | 0.82  |         |       |  |  |
|                      | Paul Caro Gamarra                  | Integración Regional (IR)                             | 2,997   | 0.73  |         |       |  |  |
|                      |                                    |                                                       |         |       |         |       |  |  |
| Total                | Total                              | Total                                                 | 408,711 |       | 451,960 |       |  |  |
|                      |                                    |                                                       |         |       |         |       |  |  |
| Votos válidos        | Votos válidos                      | Votos válidos                                         | 408,711 | 76.12 | 451,960 | 93.44 |  |  |
| Votos en blanco      | Votos en blanco                    | Votos en blanco                                       | 69,333  | 12.91 | 4,679   | 0.97  |  |  |
| Votos nulos          | Votos nulos                        | Votos nulos                                           | 58,881  | 10.97 | 27,049  | 5.59  |  |  |
| Votos emitidos       | Votos emitidos                     | Votos emitidos                                        | 536,925 | 88.12 | 483,688 | 79.38 |  |  |
| Abstenciones         | Abstenciones                       | Abstenciones                                          | 72,407  | 11.88 | 125,644 | 20.62 |  |  |
| Votantes registrados | Votantes registrados               | Votantes registrados                                  | 609,332 |       | 609,332 |       |  |  |
|                      |                                    |                                                       |         |       |         |       |  |  |
| Fuente:              |                                    |                                                       |         |       |         |       |  |  |

### Consejo Regional de Lima
|                        |                                                       |              |              |              |         |         |  |  |
| Partidos y coaliciones | Partidos y coaliciones                                | Voto popular | Voto popular | Voto popular | Escaños | Escaños |  |  |
| Partidos y coaliciones | Partidos y coaliciones                                | Votos        | %            | ±pp          | Total   | +/−     |  |  |
|                        | Concertación para el Desarrollo Regional - Lima (CDR) | 80,349       | 21.32        | +1.00        | 7       | +1      |  |  |
|                        | Partido Aprista Peruano (APRA)                        | 47,245       | 12.54        | –7.78        | 0       | –2      |  |  |
|                        | PADIN - Movimiento Independiente Regional (PADIN)     | 42,777       | 11.35        | –4.34        | 0       | –1      |  |  |
|                        | Patria Joven (PJ)                                     | 41,779       | 11.09        | Nuevo        | 1       | +1      |  |  |
|                        | Fuerza Regional (FR)                                  | 30,281       | 8.03         | Nuevo        | 1       | +1      |  |  |
|                        | Fuerza 2011 (F2011)                                   | 36,239       | 9.62         | Nuevo        | 0       | ±0      |  |  |
|                        | Colectivo Ciudadano Confianza Perú (Confianza Perú)   | 23,946       | 6.35         | n/a          | 0       | ±0      |  |  |
|                        | Perú Posible (PP)                                     | 13,746       | 3.65         | n/a          | 0       | ±0      |  |  |
|                        | Partido Popular Cristiano (PPC)                       | 13,673       | 3.63         | n/a          | 0       | ±0      |  |  |
|                        | Acción Popular (AP)                                   | 11,186       | 2.97         | n/a          | 0       | ±0      |  |  |
|                        | Restauración Nacional (RN)                            | 10,576       | 2.81         | Nuevo        | 0       | ±0      |  |  |
|                        | Fonavistas del Perú (FDP)                             | 7,926        | 2.10         | Nuevo        | 0       | ±0      |  |  |
|                        | Unión por el Perú (UPP)                               | 6,828        | 1.81         | –5.98        | 0       | ±0      |  |  |
|                        | Partido Humanista Peruano (PHP)                       | 3,782        | 1.00         | Nuevo        | 0       | ±0      |  |  |
|                        | Integración Regional (IR)                             | 3,591        | 0.95         | Nuevo        | 0       | ±0      |  |  |
|                        | Movimiento Independiente Cambio Regional (CR)         | 2,961        | 0.79         | Nuevo        | 0       | ±0      |  |  |
|                        |                                                       |              |              |              |         |         |  |  |
| Total                  | Total                                                 | 376,885      |              |              | 9       | ±0      |  |  |
|                        |                                                       |              |              |              |         |         |  |  |
| Votos válidos          | Votos válidos                                         | 376,885      | 70.19        | –16.03       |         |         |  |  |
| Votos en blanco        | Votos en blanco                                       | 101,048      | 18.82        | +12.03       |         |         |  |  |
| Votos nulos            | Votos nulos                                           | 58,992       | 10.99        | +4.00        |         |         |  |  |
| Votos emitidos         | Votos emitidos                                        | 536,925      | 88.12        | –0.76        |         |         |  |  |
| Abstenciones           | Abstenciones                                          | 72,407       | 11.88        | +0.76        |         |         |  |  |
| Votantes registrados   | Votantes registrados                                  | 609,332      |              |              |         |         |  |  |
|                        |                                                       |              |              |              |         |         |  |  |
| Fuente:                |                                                       |              |              |              |         |         |  |  |

### Autoridades electas
| Cargo                                       | Autoridad electa | Autoridad electa                   | Partido político | Partido político                                |
| ------------------------------------------- | ---------------- | ---------------------------------- | ---------------- | ----------------------------------------------- |
| Presidente Regional de Lima                 |                  | Javier Alvarado Gonzales del Valle |                  | Patria Joven                                    |
| Vicepresidenta Regional de Lima             |                  | Lita Román Bustinza                |                  | Patria Joven                                    |
| Consejera Regional de Lima (por Barranca)   |                  | Beatriz Castillo Ochoa             |                  | Concertación para el Desarrollo Regional - Lima |
| Consejero Regional de Lima (por Cajatambo)  |                  | Anselmo Ventocilla Villarreal      |                  | Concertación para el Desarrollo Regional - Lima |
| Consejera Regional de Lima (por Canta)      |                  | Julissa Rivas Berrocal             |                  | Concertación para el Desarrollo Regional - Lima |
| Consejera Regional de Lima (por Cañete)     |                  | Rosa Torres Castillo               |                  | Patria Joven                                    |
| Consejero Regional de Lima (por Huaral)     |                  | Oswaldo Merino Espinal             |                  | Fuerza Regional                                 |
| Consejero Regional de Lima (por Huarochirí) |                  | Hugo González Carhuavilca          |                  | Concertación para el Desarrollo Regional - Lima |
| Consejero Regional de Lima (por Huaura)     |                  | Marcial Palomino García Milla      |                  | Concertación para el Desarrollo Regional - Lima |
| Consejero Regional de Lima (por Oyón)       |                  | Luis Torres Albornoz               |                  | Concertación para el Desarrollo Regional - Lima |
| Consejero Regional de Lima (por Yauyos)     |                  | Eduardo Rodríguez Lázaro           |                  | Concertación para el Desarrollo Regional - Lima |